# Tronen (TV-serie)
Tronen är en svensk dokumentärserie bestående av fyra avsnitt som hade premiär på TV4 Play den 4 september 2023.

## Innehåll
Serien kretsar kring den svenska monarkin och dess historiska arv., och följer Kung Carl XVI Gustaf från hans födelse, barndom, ungdom och bröllopet med Silvia Sommerlath. Respektive avsnitt fokuserar på ett av följande moment, tronskiftet, plikten och kärleken, för Sverige i tiden och tronföljden.